# Long Train Runnin' (album Traks)
 Long Train Runnin'  è il primo album in studio del gruppo musicale italiano Traks, pubblicato nel 1982.

## Descrizione
Il long-playing viene messo a punto per cavalcare l'onda del successo del primo singolo della band, che dà il titolo al disco.
Prodotto dai Traks, l'album si avvale anche della collaborazione di musicisti di sessione come Duilio Sorrenti e Pino Santamaria del gruppo prog-rock Murple, il chitarrista Max Di Carlo oggi arrangiatore per film e tv a livello mondiale, coristi quali Douglas Meakin (ex-chitarrista dei Motowns, poi voce di numerose sigle televisive per bambini e jingles pubblicitari), Penny Brown (già nel cast della rock-opera Orfeo 9 di Tito Schipa Jr.) e Lorenzo Meinardi, vocalist e compositore molto apprezzato anche all'estero (le sue canzoni sono state cantate da artisti di fama internazionale, quali Ray Charles, Ginette Reno, Jeanne Mas, Renè e Nathalie Simard).

## I brani

### Long Train Runnin'
Si tratta della riproposizione della hit datata 1973 dei Doobie Brothers, che viene riarrangiata in chiave funk-rock con un ritmo di batteria più squadrato, una linea di basso di forte impatto eseguita con la tecnica dello slap, ed un vocale più aggressivo, allungandone anche la struttura e la durata, il tutto mantenendo come motore del brano il celeberrimo riff chitarristico di Tom Johnston.

### Drums Power Part 1
È il retro del maxisingolo, qui diviso in due parti: la prima è inserita subito dopo la title track, senza soluzione di continuità con essa né con il brano successivo, a formare una sorta di medley.
È basata su un loop continuo di batteria a cui si aggiungono via via percussioni di vario tipo, congas, claves e campanacci.

### Short Train Runnin'
Versione strumentale remixata e abbreviata della title track in cui la linea di basso slappato assume maggior enfasi.

### Love Train
Inizialmente uscito come lato B della versione 7" del brano trainante, è uno strumentale in style slow-funk in cui a fare la parte del leone è il suono secco di una chitarra Fender Stratocaster sovraincisa più volte, accompagnata da batteria, basso e leggeri interventi di sintetizzatori.

### Driving Here On Broadway
Brano inciso inizialmente da Peter Micioni nel 1980 per un suo album solista passato allora inosservato, usando gli stessi musicisti impiegati per il progetto Traks.
È un funk nello stile di formazioni come la Average White Band, in cui al collettivo di voci, chitarra, basso e percussioni si aggiungono un piano elettrico e una sezione fiati che ne punteggia i momenti strumentali.
Degni di nota, nella parte finale, l'assolo di basso plettrato e la ritmica di chitarra sempre più incalzante.

### Drums Power Part 2
Seconda parte del lungo assolo percussionistico, introdotta da effetti laser sintetici e qui proposta con un tempo più rallentato rispetto alla prima parte.

## Tracce
Lato A
1. Long Train Runnin'
2. Drums Power Part 1
3. Short Train Runnin'

Lato B
1. Love Train
2. Driving Here On Broadway
3. Drums Power Part 2

## Formazione
- Aax Donnell – voce solista, percussioni
- Peter Micioni – basso, voce, arrangiamento
- Paul Micioni – chitarra, voce, percussioni, arrangiamento, mix
- Marian Savati – batteria, voce
- Dughi, Giovanni Ullu, Penny Brown – cori
- Dino Kappa, Pino Santamaria – basso
- Pino Santamaria, Max Di Carlo, Nicola Distaso – chitarre
- Duilio Sorrenti, Giancarlo Aru – batteria
- M.A.P.P. Orchestra – fiati
- Traks – produzione
- Michele De Luca – fotografia
- Claude Gorial – grafica di copertina